# Jan Shutan
Jan Shutan (* 5. November 1932 in Los Angeles, Kalifornien; † 7. Oktober 2021) war eine US-amerikanische Schauspielerin.

## Leben
Shutan war bekannt für ihre Fernsehserienrollen Joanie Shutan in Ben Casey (1963–1966), Bonnie in Room 222 (1969–1970) und Ruth Cramer in der kurzlebigen Fernsehserie Sons and Daughters (1974). Sie hatte etliche weitere Auftritte in Serien wie etwa in The Outer Limits (1964), Auf der Flucht (1965), FBI (1965), als Gloria in The Andy Griffith Show (1965), als Lt. Mira Romaine in Raumschiff Enterprise (1969), Drei Engel für Charlie (1976) und Quincy (1976/1977).
Filme, in denen sie spielte, sind unter anderem Man in the Square Suit (1966), The Seven Minutes (1971), Message to My Daughter (1973), Love Is Not Forever (1974), Zoltan, Draculas Bluthund (1978) und Devil's House – Wenn Mauern töten (1981). Der letztgenannte war die letzte Produktion, in der sie als Schauspielerin in Erscheinung trat.

## Filmografie
- 1963: Arrest and Trial (Fernsehserie, eine Folge)
- 1963–1966: Ben Casey (Fernsehserie, 5 Folgen)
- 1964: The Outer Limits (Fernsehserie, eine Folge)
- 1965: Barnaby (Fernsehfilm)
- 1965: Andy Griffith Show (The Andy Griffith Show, Fernsehserie, eine Folge)
- 1965: Auf der Flucht (The Fugitive, Fernsehserie, eine Folge)
- 1965: FBI (The F.B.I., Fernsehserie, eine Folge)
- 1966: Man in the Square Suit (Fernsehfilm)
- 1966: Gefährlicher Alltag (Felony Squad, Fernsehserie, eine Folge)
- 1967: Dick Tracy (Kurzfilm)
- 1969: Raumschiff Enterprise (Star Trek, Fernsehserie, Folge „Strahlen greifen an“)
- 1969–1970: Room 222 (Fernsehserie, 8 Folgen)
- 1970: Nanny and the Professor (Fernsehserie, eine Folge)
- 1971: The Seven Minutes
- 1971: Night Gallery (Fernsehserie, eine Folge)
- 1972: Love, American Style (Fernsehserie, eine Folge)
- 1973: Message to My Daughter (Fernsehfilm)
- 1974: Love Is Not Forever (Fernsehfilm)
- 1974: Sons and Daughters (Fernsehserie, 9 Folgen)
- 1975: Three for the Road (Fernsehserie, eine Folge)
- 1976: Drei Engel für Charlie (Charlie’s Angels, Fernsehserie, Folge: „Der Killer mit der Schere“)
- 1976, 1977: Quincy (Quincy, M. E., Fernsehserie, 2 Folgen)
- 1978: Zoltan, Draculas Bluthund (Dracula’s Dog)
- 1978: Mother, Juggs & Speed (Kurzfilm)
- 1979: Hello, Larry (Fernsehserie, eine Folge)
- 1979: NBC Special Treat (Fernsehserie, eine Folge)
- 1981: Devil's House – Wenn Mauern töten (This House Possessed, Fernsehfilm)